# Kisseraing Island
Kisseraing Island är en ö i Myanmar.   Den ligger i regionen Taninthayiregionen, i den södra delen av landet, 900 km söder om huvudstaden Naypyidaw. Arean är 409 kvadratkilometer.
Terrängen på Kisseraing Island är lite kuperad. Öns högsta punkt är 362 meter över havet. Den sträcker sig 33,1 kilometer i nord-sydlig riktning, och 20,0 kilometer i öst-västlig riktning.